# Capitán Sarmiento (partido)
Capitán Sarmiento (Partido de Capitán Sarmiento) is een partido in de Argentijnse provincie Buenos Aires. Het bestuurlijke gebied telt 12.854 inwoners. Tussen 1991 en 2001 steeg het inwoneraantal met 12,83 %.

## Plaatsen in partido Capitán Sarmiento
- Capitán Sarmiento
- La Luisa